# Liste des cardinaux créés par Pie VI
Le pape Pie VI a créé au cours de son pontificat (1775-1799), 73 cardinaux dans 23 consistoires.

## Créés le 24 avril 1775
- Leonardo Antonelli
- Bernardino De Vecchi

## Créé le 29 mai 1775
- Giovanni Carlo Bandi , in pectore

## Créés le 17 juillet 1775
- Francesco Maria Banditi   Theat., in pectore
- Ignazio Gaetano Boncompagni-Ludovisi , in pectore

## Créé le 11 novembre 1775
- Giovanni Carlo Bandi

## Créés le 13 novembre 1775
- Juan Tomás de Boxadors y Sureda de San Martín  OP
- Francesco Maria Banditi  Theat.
- Ignazio Gaetano Boncompagni-Ludovisi

## Créés le 15 avril 1776
- Luigi Valenti Gonzaga , in pectore
- Giovanni Archinto , in pectore

## Créés le 20 mai 1776
- Guido Calcagnini
- Angelo Maria Durini
- Luigi Valenti Gonzaga
- Giovanni Archinto

## Créés le 23 juin 1777
- Bernardino Honorati
- Marc'Antonio Marcolini
- Guglielmo Pallotta
- Gregorio Antonio Maria Salviati
- Vincenzo Maria Altieri

- Andrea Gioannetti   OSB Cam., in pectore
- Hyacinthe-Sigismond Gerdil  CRSP, in pectore
- Giovanni Ottavio Manciforte Sperelli  in pectore

## Créés le 15 décembre 1777
- Andrea Gioannetti   OSB Cam.
- Hyacinthe-Sigismond Gerdil  CRSP

## Créés le1erjuin 1778
- Francisco Javier Delgado Venegas
- Dominique de La Rochefoucauld
- Jean-Henri de Frankenberg
- József Batthyány
- Tommaso Maria Ghilini
- Carlo Giuseppe Filippa della Martiniana
- Louis René Édouard de Rohan-Guéméné
- Fernando de Sousa e Silva
- Giovanni Cornaro
- Romoaldo Guidi

## Créés le 12 juillet 1779
- Franziskus von Paula Herzan von Harras

- Alessandro Mattei , in pectore

## Créés le 11 décembre 1780
- Paolo Francesco Antamori
- Vincenzo Maria Altieri
- Giovanni Ottavio Manciforte Sperelli

## Créé le 22 mai 1782
- Alessandro Mattei

## Créés le 16 décembre 1782
- Giuseppe Maria Capece Zurlo  Theat.

- Raniero Finocchietti , in pectore

## Créés le 20 septembre 1784
- Giovanni Andrea Archetti

- Cardinal in pectore jamais officialisé

## Créés le 14 février 1785
- Giuseppe Garampi
- Giuseppe Maria Doria Pamphilj
- Vincenzo Ranuzzi
- Nicola Colonna di Stigliano
- Barnaba Chiaramonti  OSB, futur pape Pie VII
- Muzio Gallo
- Giovanni De Gregorio
- Giovanni Maria Riminaldi
- Paolo Massei
- Francesco Carrara
- Fernando Spinelli
- Antonio Maria Doria Pamphilj
- Carlo Livizzani Forni

- Carlo Bellisomi , in pectore

## Créé le 18 décembre 1786
- Romoaldo Braschi-Onesti

## Créé le 29 janvier 1787
- Filippo Carandini

## Créé le 17 décembre 1787
- Raniero Finocchietti

## Créé le 7 avril 1788
- José Francisco Miguel António de Mendoça Valdereis

## Créé le 15 décembre 1788
- Étienne-Charles de Loménie de Brienne  (sera démis par le pape)

## Créés le 30 mars 1789
- Antonio de Sentmenat y Castellá
- Francisco Antonio de Lorenzana y Butrón
- Ignazio Busca
- Vittorio Maria Baldassare Gaetano Costa d'Arignano
- Louis-Joseph de Montmorency-Laval
- Joseph Franz Anton von Auersperg
- Stefano Borgia
- Tommaso Antici
- Filippo Campanelli

## Créé le 3 août 1789
- Ludovico Flangini Giovanelli

## Créé le 26 septembre 1791
- Fabrizio Dionigi Ruffo , in pectore

## Créé le 18 juin 1792
- Giovanni Battista Caprara

## Créés le 21 février 1794
- Antonio Dugnani
- Ippolito Antonio Vincenti Mareri
- Jean-Sifrein Maury
- Giovanni Battista Bussi de Pretis
- Francesco Maria Pignatelli
- Aurelio Roverella
- Giovanni Rinuccini
- Filippo Lancellotti
- Fabrizio Dionigi Ruffo
- Carlo Bellisomi

## Créé le1erjuin 1795
- Giulio Maria della Somaglia

### Source
- Charles Berton et Jacques-Paul Migne, Dictionnaire des cardinaux : contenant des notions générales sur le cardinalat, Paris, Jacques-Paul Migne, 1857, 1824 p. (lire en ligne) La Liste des Cardinaux créés par Pie VI est page 1797.